# جشنواره فیلم کن ۱۹۶۷
بیستمین دوره جشنواره فیلم کن بین روز های ۲۷ آوریل تا ۱۲ می ۱۹۶۷ برگزار شد . رئیس هیئت داوران آلساندرو بلازتی بود و فیلم آگراندیسمان بین ۲۴ فیلم برنده نخل طلا شد 

## هیئت داوران

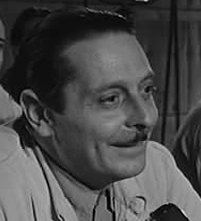
آلساندرو بلازتی, رئیس هیئت داوران

- آلساندرو بلازتی
- سرگئی باندارچوک
- ژان-لویی بوری
- میکلوش یانچو
- کلود للوش
- شرلی مک‌لین
- وینسنت مینلی
- جان لوئیجی روندی
- عثمان سمبن

## کاندیدای نخل طلا
این لیست نام بعضی از فیلم هاست که برای نخل طلا کاندیدا شدند
- صلاح مملکت خویش - الیو پتری
- تصادف - جوزف لوزی
- آگراندیسمان - میکل‌آنجلو آنتونیونی
- الویرا مادیگان - بو ویدربرگ
- بی‌اخلاق - پیترو جرمی
- Incompreso - لوئیجی کومنچینی
- Jeu de massacre - آلن ژوسوا
- Mon amour, mon amour - نادین ترنتینیان
- Mord und Totschlag - فولکر اشلوندورف
- موشت - روبر برسون
- Rih al awras - محمد الاخضر حمینه
- Den røde kappe - گابریل آکسل
- کولی‌های خوشبخت هم دیده‌ام - آلکساندر پتروویچ
- زمین محنت‌زده - گلابر روچا
- ده‌هزار روز  - فرنس کوشا
- اولیس (فیلم ۱۹۶۷) - Joseph Strick
- تو اکنون یک پسر بزرگی - فرانسیس فورد کوپولا

## برندگان
- نخل طلا:

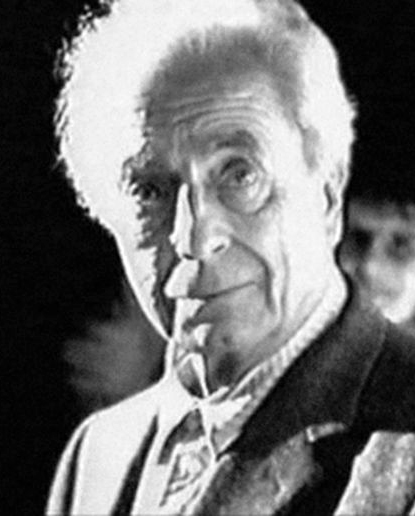
میکل‌آنجلو آنتونیونی, برنده نخل طلا

- نخل طلا: آگراندیسمان - میکل‌آنجلو آنتونیونی
- جایزه بزرگ (جشنواره فیلم کن):
  - تصادف (فیلم ۱۹۶۷) - جوزف لوزی
  - کولی‌های خوشبخت هم دیده‌ام - آلکساندر پتروویچ
- جایزه بهترین بازیگر مرد جشنواره فیلم کن: اودد کوتلر برای سه روز و یک بچه
- جایزه بهترین بازیگر زن جشنواره فیلم کن: پیا دگرمارک برای Elvira Madigan
- جایزه بهترین کارگردان جشنواره فیلم کن: فرنس کوشا برای  Tízezer nap
- جایزه بهترین فیلم‌نامه جشنواره فیلم کن:
  - الیو پتری برای A ciascuno il suo
  - آلن ژوسوا برای Jeu de massacre